# مارکوس ای. اسمیت
مارکوس اورلیوس "مارک" اسمیت (به انگلیسی: Marcus Aurelius "Mark" Smith) سناتور سابق عضو حزب دموکرات ایالات متحده آمریکا بود. وی در سال ۱۹۱۲ تا ۱۹۲۱ میلادی سناتور ایالت آریزونا در سنای ایالات متحده آمریکا بود.